# 保卫阿季穆什凯采石场
保卫阿季穆什凯采石场（俄語：Оборона Аджимушкайских каменоломен）是1942年5-10月间的第二次世界大战东线战场，苏军在德方占领克里米亚期间在刻赤郊區的一座采石场抵抗德军的进攻。
當時刻赤半島戰役的常规战斗已经结束，蘇聯已經撤離刻赤。为确保蘇聯部队安全经刻赤海峽撤离，苏军一位上校率領一支防御部队留在了刻赤郊區。守军转入地下墓穴避难。在1942年7月8-9日夜间，蘇聯上校在战斗中阵亡。
大部分苏联游击队都死了，他们耗尽了弹药、粮食、水源，为求生而被迫吃家畜尸体。守军亦曾试图在地下墓穴中自行挖井，最深挖了14米，他們想采集地下水。
1942年10月30日，德军进入地下墓穴，俘虏残余守军。在最初兵力达13000人的苏军部队中，据不同资料估计，活过了170天围困和最终交战以及纳粹在战役后的暴行的游击队员人数在48至300之间。